# Czerwonka (gmina w województwie łódzkim)
Czerwonka (do 1953 Rdutów, od 1973 Chodów) – dawna gmina wiejska istniejąca w latach 1953–1954 w woj. łódzkim. Siedzibą gminy była Czerwonka.
Gmina Czerwonka  powstała 21 września 1953 roku w województwo łódzkim, w powiecie kutnowskim, w związku z przemianowaniem gminy Rdutów na gminę Czerwonka. Gmina została zniesiona 29 września 1954 roku wraz z reformą wprowadzającą gromady w miejsce gmin.
Jednostka została przywrócona w tymże powiecie i województwie 1 stycznia 1973 roku po reaktywowaniu gmin w miejsce gromad, lecz pod nazwą gmina Chodów, z siedzibą w Chodowie. Obecnie gmina Chodów należy do powiatu kolskiego w woj. wielkopolskim.